# Азербејџан на Светском првенству у атлетици у дворани 2012.
Азербејџан је учествовао на Светском првенству у атлетици у дворани 2012. одржаном у Истанбулу од 9. до 11. марта девети пут. Репрезентацију Азербејџана представљала су два такмичара (1 мушкарац и 1 жена), који су се такмичили у трци на 3.000 метара.
Азербејџан није освојио ниједну медаљу али је Лајес Абдулајева остварила лични рекорд сезоне.

## Учесници
| Мушкарци: - Хајле Ибрахимов — 3.000 м | Жене: - Лајес Абдулајева — 3.000 м |  |

## Резултати

### Мушкарци
| Атлетичар       | Дисциплина | Лични рекорд | Квалификација | Квалификација | Финале               | Финале  | Детаљи |
| Атлетичар       | Дисциплина | Лични рекорд | Резултат      | Место         | Резултат             | Место   | Детаљи |
| --------------- | ---------- | ------------ | ------------- | ------------- | -------------------- | ------- | ------ |
| Хајле Ибрахимов | 3.000 м    | 7:39,79 НР   | 7:57,79       | 5. у гр. 2    | Није се квалификовао | 15 / 21 |        |

### Жене
| Атлетичарка      | Дисциплина | Лични рекорд | Квалификација | Квалификација | Финале                | Финале  | Детаљи |
| Атлетичарка      | Дисциплина | Лични рекорд | Резултат      | Место         | Резултат              | Место   | Детаљи |
| ---------------- | ---------- | ------------ | ------------- | ------------- | --------------------- | ------- | ------ |
| Лајес Абдулајева | 3.000 м    | 8:49,65 НР   | 9:08,41 ЛРС   | 9. у гр. 2    | Није се квалификовала | 10 / 21 |        |